# Deparia acrostichoides
Deparia acrostichoides là một loài thực vật có mạch trong họ Woodsiaceae. Loài này được (Sw.) M. Kato miêu tả khoa học đầu tiên năm 1980.

## Hình ảnh

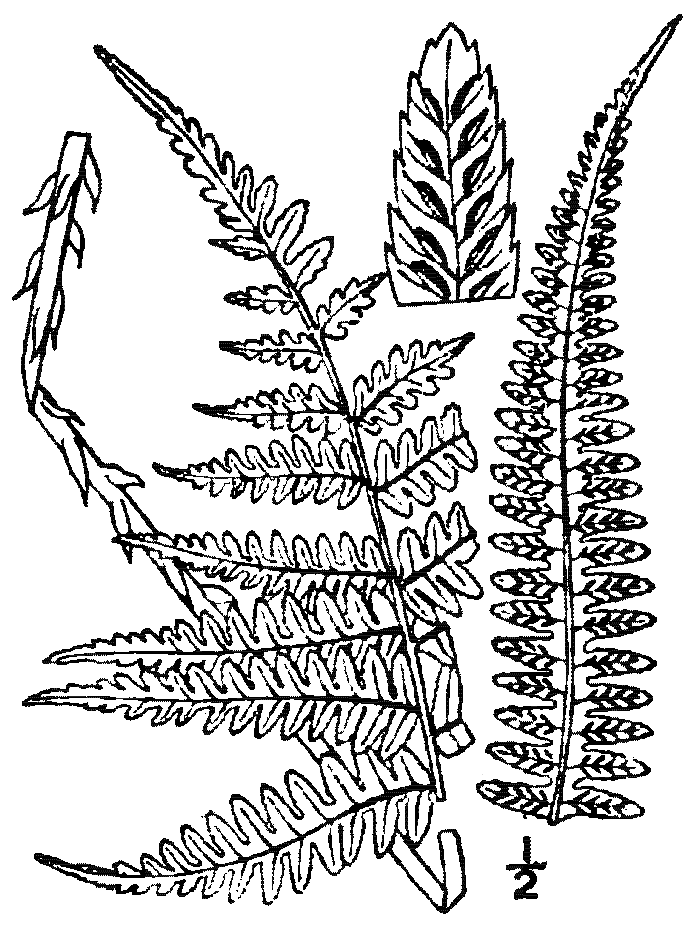